# Syconycteris carolinae
Syconycteris carolinae — вид рукокрилих, родини Криланових, ендемік Індонезії.

## Поширення, поведінка
Зустрічається тільки на найбільших островах на півночі Молуккських островів.